# Tabanus daishojii
Tabanus daishojii är en tvåvingeart som beskrevs av Murdoch och Takahasi 1969. Tabanus daishojii ingår i släktet Tabanus och familjen bromsar. Inga underarter finns listade i Catalogue of Life.